# Mikko Niemi
Mikko Ilmari Niemi, född 13 september 1929 i Åbo, död 8 januari 1999 i Sagu, var en finländsk läkare.
Niemi blev medicine och kirurgie doktor 1958. Han var 1956–1963 assistent vid Helsingfors universitet och 1965–1995 professor i anatomi vid Åbo universitet. Han var androlog och publicerade läroböcker i cellbiologi och utvecklingslära.
Niemi var politiskt aktiv socialdemokrat, chef för högskole- och vetenskapsavdelningen vid undervisningsministeriet 1973–1979; ordförande i Stiftelsen för arbetshygien 1972–1976.

## Utmärkelser
- Kommendörstecknet av Finlands Lejons orden[1]

[Redigera Wikidata]